# Робърт Леонард
Робърт Леонард (на английски: Robert Leonard) е американски режисьор, актьор, продуцент и сценарист.

## Биография
Робърт Леонард е роден на 7 октомври 1889 година в Чикаго, Илинойс. 

### Кариера
Робърт Леонард заедно със първата си съпруга Мей Мъри, коята е актриса в неми филми, сформира Tiffany Pictures, за да заснеме осем филма, издадени от „Метро-Голдуин-Майер“.
Той е номиниран два пъти за наградата на Академията „Оскар“ за най-добър режисьор за „Разведената“ и „Великият Зигфелд“. И двата филма са номинирани за „Оскар“ за най-добър филм, а последният печели. Известен с прякора си Поп, Леонард е привлечен късно от „Метро-Голдуин-Майер“ като надежден режисьор. Той пуска на големия екран своя версия на „Гордост и предразсъдъци“ (1940) с участието на Гриър Гарсън и Лорънс Оливие. Една от най-необичайните заслуги във филмографията му е ноар филм, трилърът „Подкупът“ (1949).

### Смърт
Робърт Леонард почива през 1968 г. в Бевърли Хилс, Калифорния от аневризма. Погребан е в Мемориалния парк Форест Лоун, Глендейл, близо до съпругата си Гертруд Олмстед.

## Избрана филмография
| Година | Филм             | Оригинално заглавие |
| ------ | ---------------- | ------------------- |
| 1936   | Великият Зигфелд | The Great Ziegfeld  |